# Pierre-Louis de Leyssin
Pierre-Louis de Leyssin (né à Aoste dans le Dauphiné le 2 mai 1721 - mort à Munich en Bavière le 26 août 1801) est un ecclésiastique français qui fut le 81e et dernier archevêque d'Embrun de 1767 à 1790. Ayant refusé le serment constitutionnel, il meurt en exil.

## Biographie
Pierre-Louis de Leyssin est le fils de François-Louis (mort le 22 juillet 1783), chevalier de l'Ordre de Saint-Louis, baron de Domeyssin, co-seigneur de Culloz et de Françoise-Marie de la Martinière.
Destiné à l'Église, il effectue une longue carrière ecclésiastique.  Il reçoit les ordres mineurs le 11 mars 1742,devient sous-diacre le 30 mars 1743 puis diacre le 30 avril 1745. Il est ordonné prêtre le 23 décembre 1747.  Docteur en théologie de la Sorbonne à Paris, il reçoit le diaconat noble de Saint-Etienne-Saint-Chef de Vienne. Grand-vicaire de Jean-Sébastien de Barral à l'évêché de Castres en 1752 il obtient l'archidiaconat de la cathédrale.
Commendataire de l'abbaye royale Saint-Nicolas de Septfontaines dans le diocèse de Reims, il est choisi comme vicaire général par Claude-Mathias-Joseph de Barral, évêque de Troyes. Il est député à l'Assemblée du clergé de 1765. Il est finalement nommé archevêque d'Embrun le 19 avril et confirmé le 15 juin 1767. Il est consacré le  5 juillet par Alexandre-Angélique de Talleyrand-Périgord. Il préside les États du Dauphiné de décembre 1788 à janvier 1790. Il s'oppose à la Constitution civile du clergé décidée par le décret du 12 juillet 1790 et refuse de prêter le serment. Ignace de Cazeneuve est nommé évêque constitutionnel du département des Hautes-Alpes en mars 1791 et sacré à Paris le 3 avril. Pierre-Louis de Leyssin chassé de sa cathédrale en avril 1791 se retire d'abord à Mont-Dauphin à vingt kilomètres d'Embrun. Le 13 juillet il rejoint Ceillac par le col du Tronchet dans le Queyras et atteint le Vallon de Maurin. Il se réfugie ensuite en Italie dans les États sardes par le col de Mary. Il réside à Chambéry jusqu'à l'invasion française en 1796 puis à Lausanne enfin à Munich en Bavière où il meurt en 1801 l'année où le Concordat supprime définitivement l'archevêché d'Embrun.